# Robert Branner
Robert Branner, né le 13 janvier 1927 à New York et mort le 27 novembre 1973 dans la même ville, est un historien de l'art et archéologue américain, spécialiste de l'architecture gothique et de l'enluminure en France au XIIIe siècle. 

## Biographie

### Formation

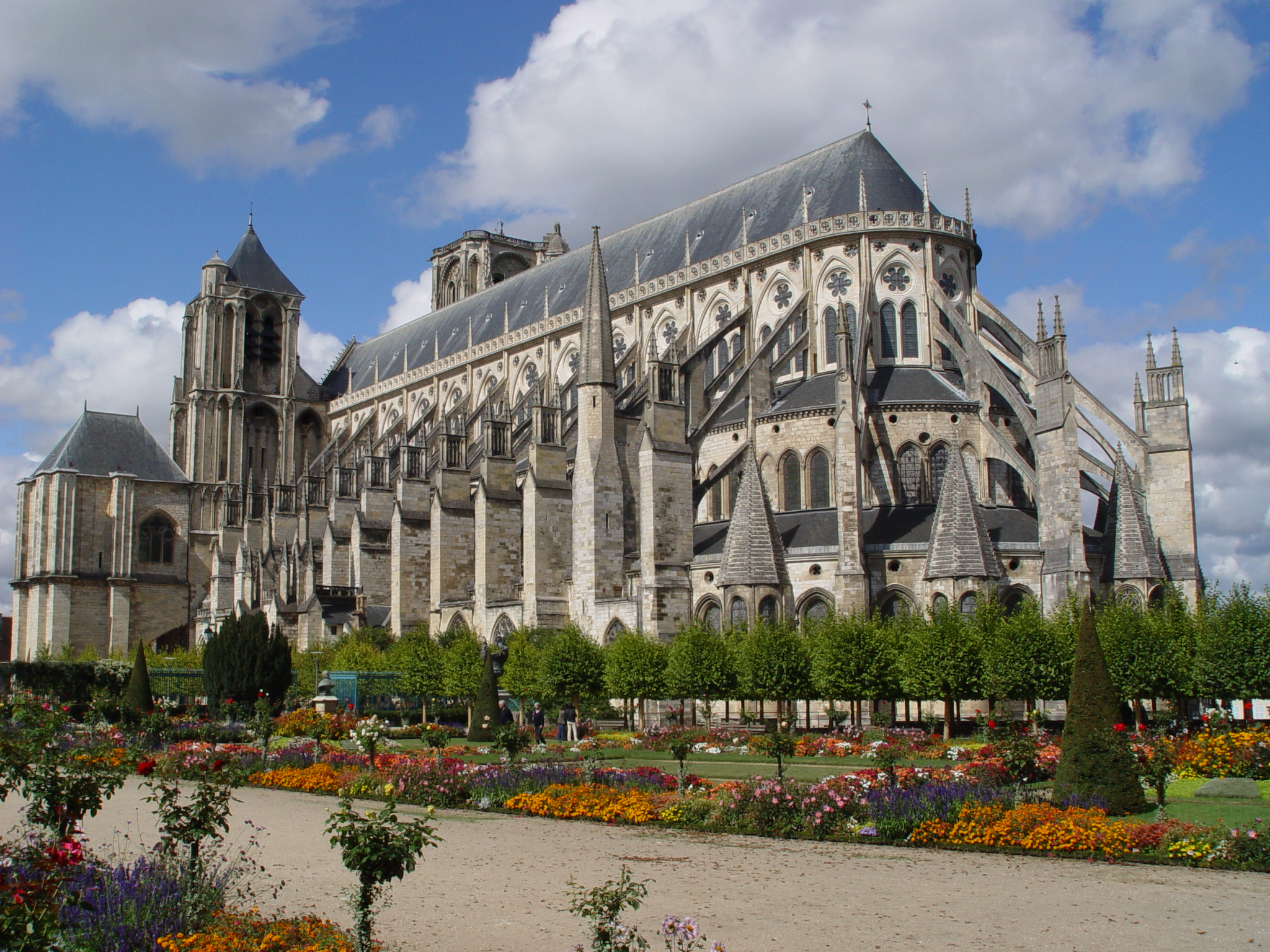
La cathédrale Saint-Étienne de Bourges, sujet de la thèse de Branner.

Après une enfance passée entre New York et Waterford, dans le Connecticut, Robert Branner entre à l'université Yale, mais se voit mobilisé en 1944. Envoyé en Europe, il y découvre l'architecture gothique, pour laquelle il se passionne dès la fin de la Seconde Guerre mondiale. 
En 1946, Branner revient à Yale et obtient son diplôme de premier cycle en 1948. Il entre ensuite en doctorat, sous la direction de l'historienne de l'art Sumner McKnight Crosby (en). Il revient alors en France, pour participer aux fouilles dirigées par cette dernière, dans la basilique Saint-Denis. Il intègre dans le même temps l'École des chartes et l'Institut d'art et d'archéologie, où il jouit de l'influence de Jean Bony et de Louis Grodecki, qui lui transmettent notamment leurs méthodes de recherche, héritées d'Henri Focillon. 
En 1950, Branner reçoit une bourse Fulbright et une bourse Marshall-Allison, qui lui permettent de diriger des fouilles dans la cathédrale Saint-Étienne de Bourges, sous la houlette de Robert Gauchery, architecte gouvernemental du département du Cher. En 1952, il publie le résultat de ses recherches dans une thèse, publiée dix ans plus tard sous le titre de La cathédrale de Bourges et sa place dans l'architecture gothique. Pour Bony, cette thèse représente « la première analyse complète de l'un des plus grands monuments médiévaux du monde ».

### Carrière universitaire

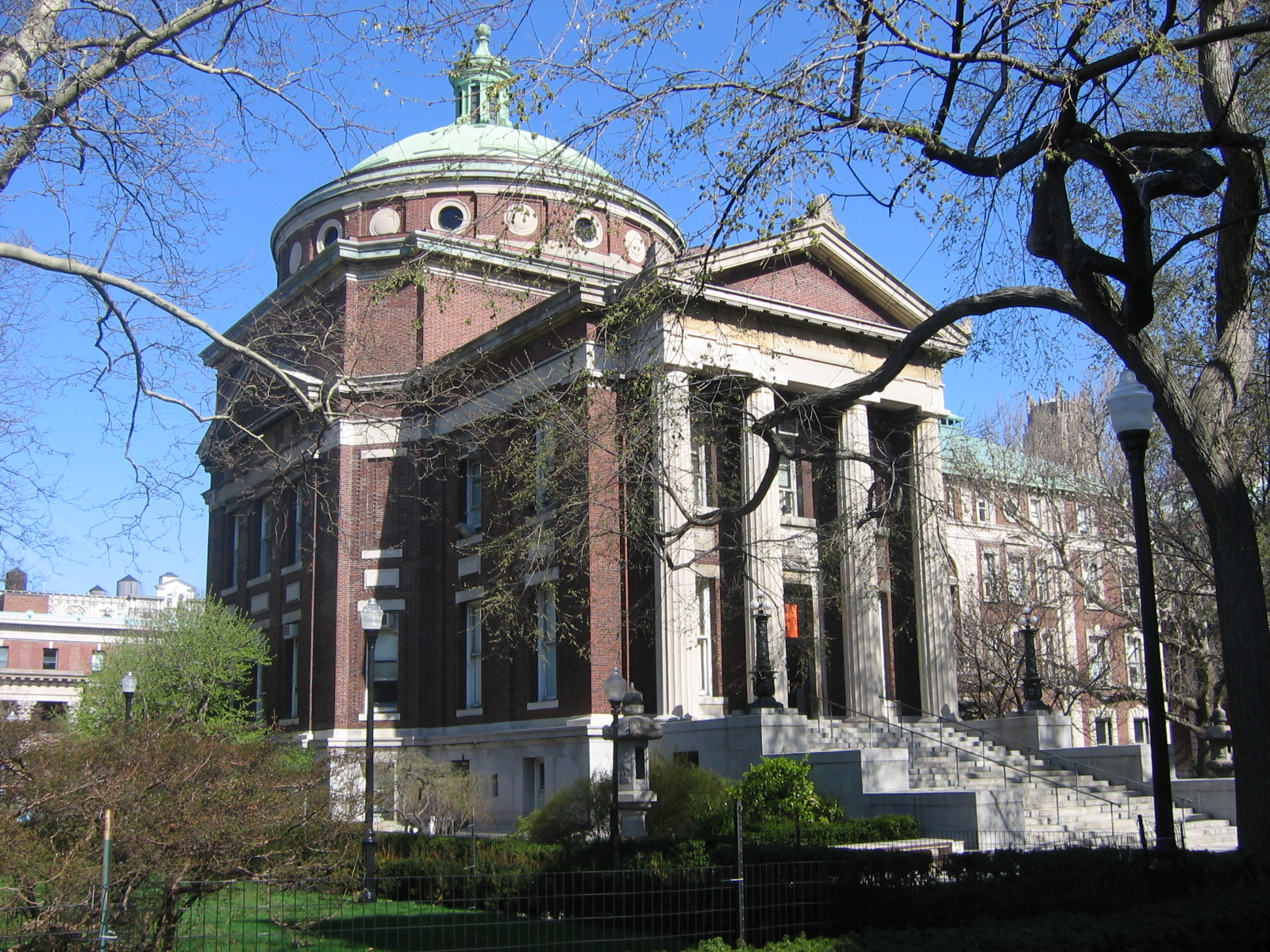
L'université Columbia, où Branner enseigne de 1957 à sa mort.

En 1952, Branner devient chargé de cours à Yale, avant d'entrer comme enseignant à l'université du Kansas en 1954. En 1957, il rejoint l'université Columbia, où il est nommé professeur titulaire en 1966. Il y enseigne jusqu'à sa mort, avec une interruption entre 1969 à 1971, durant laquelle il enseigne à l'université Johns-Hopkins comme professeur associé. 
Durant sa courte mais brillante carrière, Branner publie sept ouvrages, plusieurs dizaines d'articles et forme plusieurs spécialistes de l'architecture gothique, comme William W. Clark (en), Carl F. Barnes, Paula Lieber Gerson, C. Edson Armi  ou encore Georgia Wright. De 1964 à 1966, il dirige également le Journal of the Society of Architectural Historians.

### Vie privée
Né dans le quartier de Flushing, à New York, Robert Branner est le fils du dessinateur Martin Branner (1888-1970) et de sa femme, Edith Fabbrini (1892–1966). En 1952, il épouse Shirley Prager, une libraire.
Robert Branner meurt le 27 novembre 1973, à l'âge de 46 ans, des suites d'une opération cardiaque.

## Méthode et travaux
Héritée d'Henri Focillon, la méthodologie de Branner se fonde sur trois points d'étude : la conception, l'architecture et le style. Branner insiste notamment sur l'importance d'analyser l'ensemble du processus de construction d'un monument pour déceler les différents éléments qui influent sur cette dernière. Pour lui, le travail immense que représente la construction d'une cathédrale est le résultat d'une organisation symbiotique entre tous les acteurs et métiers qui y prennent part, chacun contribuant au produit final dans son ensemble. Il s'éloigne ainsi des méthodes de ses maîtres pour analyser en profondeur le rôle du mécénat, de la culture et de l'économie dans le développement et l'évolution de l'architecture gothique aux XIIe – XIIIe siècles.
Pour Branner, en effet, l'architecture gothique naît d'un large éventail d'influences. Il considère que les ouvriers et les maîtres artisans ont une influence égale à celle des religieux et des architectes qui les supervisent. Il démontre que le maître maçon d'une cathédrale, par exemple, possède une influence considérable dans la construction du monument, le résultat dépendant aussi, néanmoins, de l'économie des mécènes et des chapitres, du contexte historique et des techniques de construction connues et accessibles.
Remettant en cause les datations hasardeuses de certains monuments, Branner démontre encore que l'architecture gothique connaît un âge d'or au XIIIe siècle, sous l'influence de Villard de Honnecourt, de Pierre de Montreuil et, surtout, de Saint Louis, dont l'« art de cour » influence grandement l'architecture et l'enluminure partout en France et en Chrétienté.

## Ouvrages
- (en) Burgundian Gothic Architecture, Londres, A. Zwemmer, 1960.
- (en) Gothic Architecture, New York, G. Braziller, 1961.
- La cathédrale de Bourges et sa place dans l'architecture gothique, Paris/Bourges, Tardy, 1962.
- (en) Saint Louis and the court style in gothic architecture, Londres, A. Zwemmer, 1965.
- (en) Chartres Cathedral, New York, W. W. Norton, 1969.
- (en) Manuscript Painting in Paris during the reign of Saint Louis. A Study of Styles, Berkeley, University of California Press, 1975.
- (en) The Painted Medallions in the Sainte-Chapelle in Paris, New York, American Philosophical Society, 1968.